# Museumseisenbahn Küstenbahn Ostfriesland
| Streckenkarte der historischen Küstenbahn (2019) |                      |                   |                   |
| Kursbuchstrecke (DB): | früher 221g (12399)  |                   |                   |
| Streckenlänge: | 16,45 km             |                   |                   |
| Spurweite: | 1435 mm (Normalspur) |                   |                   |
| Streckengeschwindigkeit: | 40 km/h              |                   |                   |
| |                      |                   |                   |
| \| \| 0,0 \| Norden \| Norden \| \| \| \| nach Norddeich \| \| \| \| 4,434 \| Lütetsburg \| Lütetsburg \| \| \| 5,936 \| Hage \| Hage \| \| \| 11,550 \| Westerende \| Westerende \| \| \| 16,450 \| Dornum Endbahnhof \| Dornum Endbahnhof \| |                      |                   |                   |
| Kopfbahnhof Streckenanfang | 0,0                  | Norden            | Norden            |
| Abzweig geradeaus und nach links |                      | nach Norddeich    | nach Norddeich    |
| Haltepunkt / Haltestelle | 4,434                | Lütetsburg        | Lütetsburg        |
| Bahnhof | 5,936                | Hage              | Hage              |
| Haltepunkt / Haltestelle | 11,550               | Westerende        | Westerende        |
| Kopfbahnhof Streckenende | 16,450               | Dornum Endbahnhof | Dornum Endbahnhof |

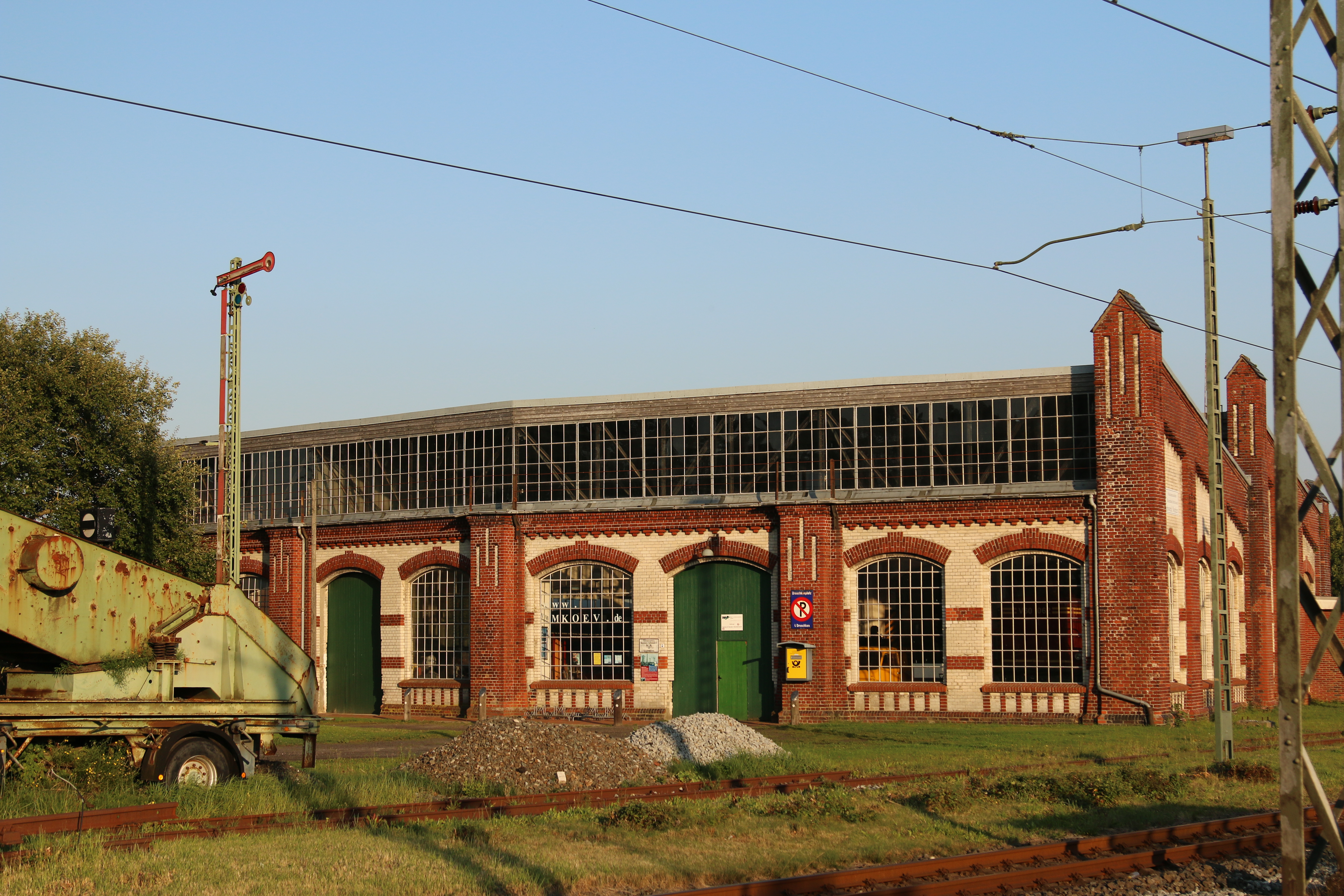
Lokschuppen der MKO in Norden

Die Museumseisenbahn Küstenbahn Ostfriesland e. V. (MKO) ist ein Verein mit Sitz in Norden, der als Ziel die betriebsfähige Erhaltung des Teilstücks der historischen Küstenbahn zwischen der ehemaligen Kreisstadt Norden und der Gemeinde Dornum verfolgt. Die Eisenbahnstrecke entlang der ostfriesischen Nordseeküste gehörte einst zur durchgehenden Verbindung zwischen Emden und Jever. 1883 eröffnet, wurde zunächst im Jahr 1983 der Personenverkehr zwischen Norden und Esens eingestellt. Das Teilstück zwischen Dornum und Esens wurde schließlich am 27. September 1985 stillgelegt und im Folgejahr demontiert. Auf der bis heute nicht entwidmeten Trasse befindet sich seit 1990 ein Fahrradweg.

## Geschichte
Der in den 1980er-Jahren weiter rückläufige Güterverkehr war Grund dafür, dass die Deutsche Bundesbahn auch eine Stilllegung zwischen Norden und Dornum in Erwägung zog. Dieses Ansinnen war ausschlaggebend für sieben Eisenbahnenthusiasten, die MKO zu gründen. Am 25. Februar 1987 wurde der Schritt vollzogen, seitdem ist der Verein beim Vereinsregister Aurich eingetragen und als gemeinnützig anerkannt.
Am Pfingstwochenende 7. und 8. Juni 1987 folgten die ersten Sonderfahrten auf der Strecke nach Dornum. Mangels eigenem Fuhrpark wurden zunächst sogenannte Umbauwagen mit der Norder Bahnhofslok vom Typ Köf II eingesetzt. Rund 3000 verkaufte Fahrkarten an diesem Wochenende zeugten vom Erfolg der Initiative, sodass bis Ende 1987 an drei weiteren Wochenenden entsprechende Fahrten angeboten wurden.
Mit der Köf 6152 (Typ Köf II) kam 1989 die erste eigene Lokomotive aus der Konkursmasse der Emder Nordferro-Eisenschwammwerke zur MKO. Im gleichen Jahr konnte von der DB ein ehemaliger Bauzugwagen übernommen werden, der nach seiner Restaurierung als Wagen 21 in Dienst gestellt wurde.
Nach Einstellung des Güterverkehrs auf der Strecke Norden – Dornum konnte die MKO schließlich die Strecke sowie den bis dahin von der DB genutzten Lokschuppen in Norden pachten.
1990 konnte der Verein ein Umbauwagenpaar erwerben. Gleichzeitig wurde die Lok Köf 6152 nach erfolgter Hauptuntersuchung im Bahnbetriebswerk Emden nach Norden überführt, sodass erstmals seit Vereinsgründung ein eigener Zug zur Verfügung stand. Im weiteren Verlauf des Jahres konnten von der DB zwei weitere zur Verschrottung vorgesehene Bauzugwagen übernommen werden, die nach gründlicher Sanierung bis heute als Wagen 22 und 23 eingesetzt werden.
Der Landkreis Aurich konnte 1991 den Küstenbahnabschnitt zwischen Norden und Dornum von der Bundesbahn erwerben. Die Anrainergemeinden Norden, Hage, Großheide und Dornum kauften dem Landkreis die Strecke wiederum ab und verpachten diese seitdem an die MKO. Zwei Jahre später konnte von der Britischen Rheinarmee die Lok 2 erworben werden, die wiederum zur Hauptuntersuchung ins Bahnbetriebswerk Emden und am 12. Mai 1994 unter dem Namen „Dornum“ in Betrieb ging.
Im Rahmen einer Ausbildungs- und Lernen-Maßnahme (A&L) für Jugendliche ohne Schulabschluss oder Berufsausbildung wurde 1996 neben der Renovierung des Lokschuppens in Norden auch das ehemalige und nur noch als Sockel vorhandene Stellwerk „Nm“ wieder aufgebaut.
Die Bundeswehr verkaufte 1997 eine nicht mehr benötigte Rangierlokomotive des Marinemunitionsdepots Aurich an die MKO, die die Lok im Folgejahr als Lok 3 „Norden“ in Betrieb nahm.
In Zusammenarbeit mit der Gemeinde Großheide konnte am 15. April 2000 der seit den 1960er-Jahren stillgelegte Haltepunkt Westerende wieder eröffnet werden. Schließlich wurde im November desselben Jahres der 1999 von der DB in Emden übernommene Güterwagen der Verbandsbauart G 10 „Karlsruhe 47 103“ in den Bestand eingereiht. Der Wagen trägt seit der Indienststellung Werbung für das Norder Teehaus Onno Behrends. In seinem Inneren wurde ein Sechszylinder-Dieselmotor samt Generator mit einer Leistung von 75 kVA eingebaut, der in der kalten Jahreszeit Strom für die zugeigene Heizung sowie die Beleuchtung erzeugt.
Im Oktober 2003 konnte von der belgischen Staatsbahn NMBS/SNCB die der deutschen Baureihe V 60 baugleiche Lok Reeks 8062 erworben werden.
Die Lok „Dornum“ wurde im Oktober 2004 an die Eisenbahnfreunde Hasetal-Haselünne verkauft und am 31. Oktober auf eigener Achse überführt. In Dornum konnte das neue und vereinseigene Bahnhofsgebäude fertiggestellt und im Juni 2005 eingeweiht werden. Der Vorgänger aus der Bundesbahn-Zeit war bereits 1979 abgebrochen worden.
Von 2006 bis 2009 fanden im Streckenabschnitt zwischen Norden und Hage umfangreiche Bauarbeiten statt. Die neuen Ortsumfahrungen von Lütetsburg und Norden sorgten zum einen für eine teilweise Verlegung der Gleise, zum anderen für den Bau größtenteils signal- und schrankengesicherter Bahnübergänge. In diesem Rahmen wurde auch der Haltepunkt Lütetsburg wieder aufgebaut. Ende 2009 konnte zudem die Aufarbeitung und Wiederinbetriebnahme der aus Belgien beschafften Lok V 60 abgeschlossen werden. Die notwendige Betriebsgenehmigung erhielt der Verein im Folgejahr und konnte die Lok am 16. Mai 2010 auf den Namen „Dornum“ taufen. Sie bekam die Betriebsnummer V 60 062. Ende 2010 führten auch die langjährigen Kaufverhandlungen mit der DB zum Erfolg, mit deren Abschluss die MKO Eigentümerin des Lokschuppens und ehemaligen Bw-Geländes in Norden wurde.
2015 veräußerte die Mittelweserbahn die Lok V 662 (DB 260 555-8) an die MKO, die seit erfolgter Hauptuntersuchung im Wechsel mit der V 60 062 auf der Küstenbahn zum Einsatz kommt. Im Gegenzug wurde die bisherige Lok „Norden“ an die Museumseisenbahn Bremerhaven-Bederkesa verkauft. Außerdem schenkte die Eisenbahninfrastrukturgesellschaft Aurich-Emden mbH (EAE) dem Verein den nicht mehr benötigten Klv 53-4737 samt Anhänger.

## Fahrzeuge
Der Verein sammelt historisches Material über das Eisenbahnwesen. Die Fahrzeugsammlung umfasst im Jahr 2019 rund 30 Fahrzeuge in Normalspur. Betriebsfähig sind davon drei Diesellokomotiven, drei Güterwagen, drei Personenwagen sowie einige Baufahrzeuge. Die Lokomotiven werden in Norden wettergeschützt im denkmalgeschützten Lokschuppen untergestellt. Die beiden Loks der Baureihe V 60 kommen an Betriebstagen abwechselnd vor den Zügen auf der Küstenbahn zum Einsatz, alle weiteren Fahrzeuge können in den Sommermonaten während der Öffnungszeiten des Museums besichtigt werden.
Die regelmäßig zum Einsatz auf der Küstenbahn kommende Zuggarnitur besteht üblicherweise aus einer Lok V 60, dem Güterwagen G 10 der Deutschen Reichsbahn mit der Werbeaufschrift „Onno Behrends Tee“, dem gedeckten Güterwagen der Austauschbauart Glr „Dresden 80001“, den beiden Donnerbüchsen MKO 22 und 23 sowie der Donnerbüchse 21, die zur Hälfte zum Zugbistro umgebaut wurde.
Für Gleisbauarbeiten steht die Köf 6152 „Helga“, ein Rottenkraftwagen Klv 53, ein Zweiwegebagger sowie weitere Flach- und Güterwagen zur Verfügung.

### Die MKO im Modell

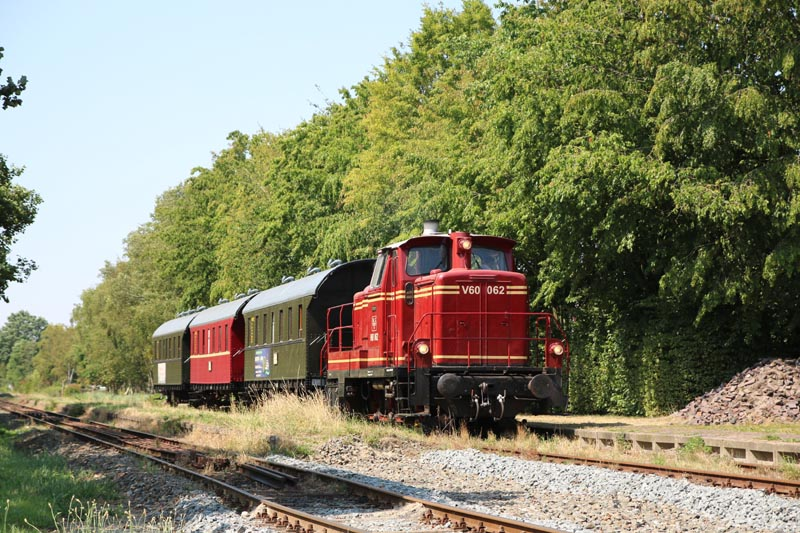
V60 062 erreicht mit den drei Donnerbüchsen 21, 22 und 23 den Endbahnhof Dornum

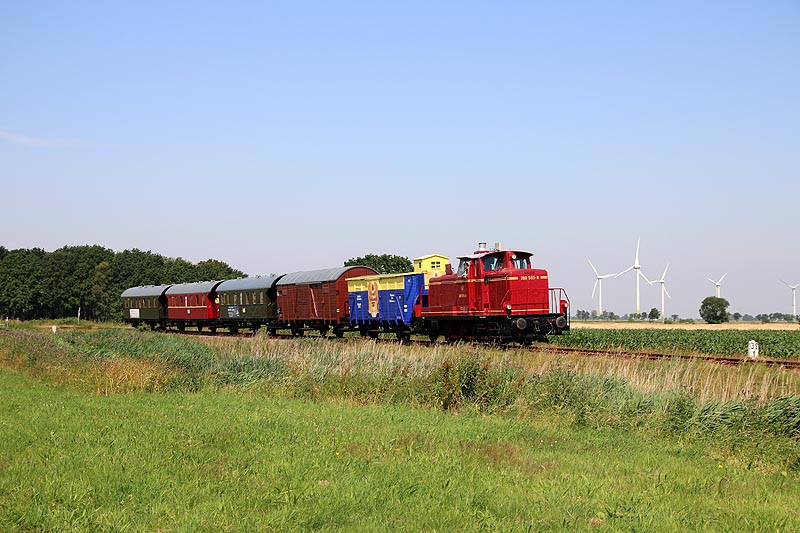
Museumszug der MKO mit Lok 260 555 im Lütetsburger Bogen

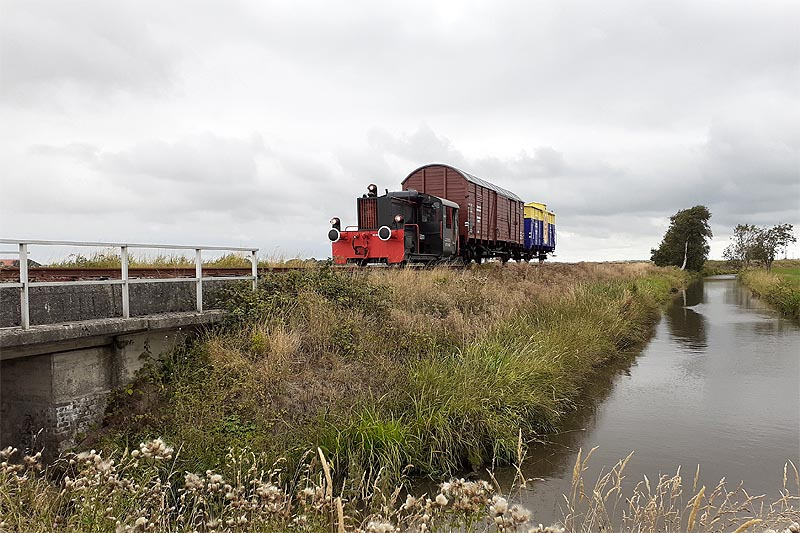
Köf „Helga“ mit den Güterwagen „Dresden“ und „Karlsruhe“

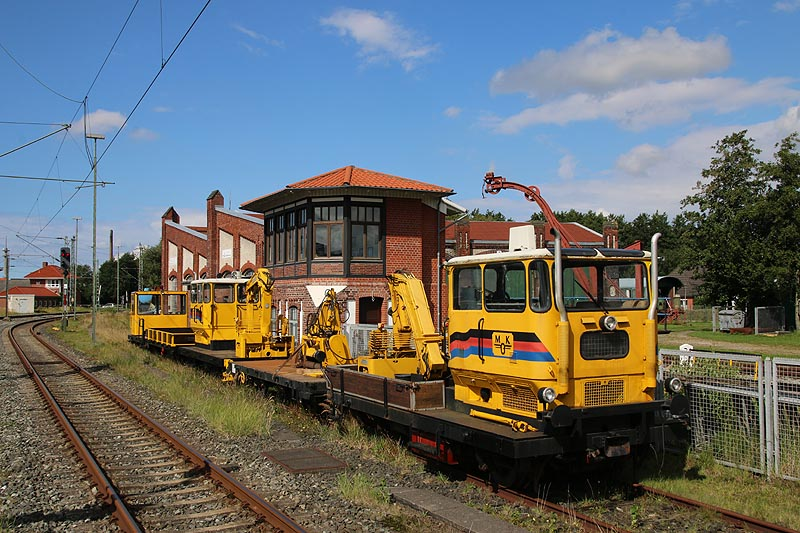
Die vereinseigenen Klv 53 vor dem wieder aufgebauten Stellwerk „Nm“

Der blau-gelb gestrichene Güterwagen G 10 der Deutschen Reichsbahn mit der Werbung „Onno Behrends“ wurde von Märklin (4890.106) und der Firma Brawa in zwei Farbvarianten im Maßstab 1:87 (H0) produziert (Brawa 49031 und 49786).

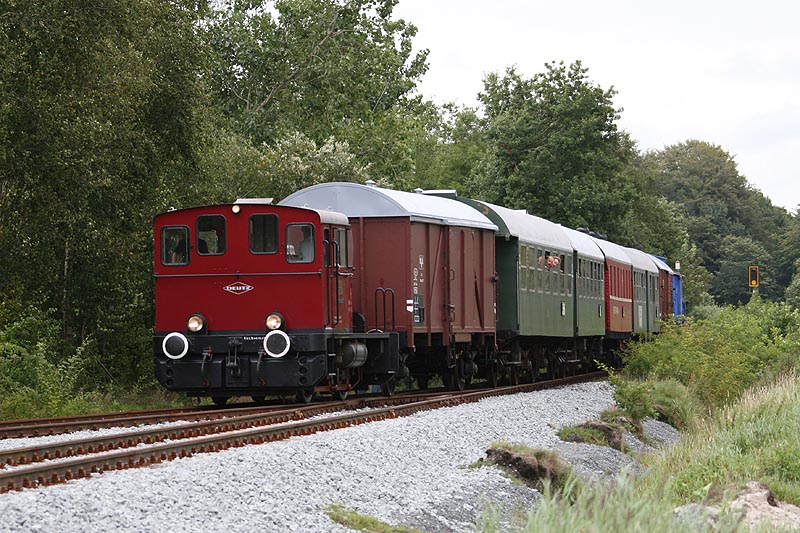
Ehemalige Lok 3 „Norden“ bei der Einfahrt im Bahnhof Hage

| Bezeichnung        | Bauart                          | Hersteller                           | Baujahr | Herkunft                            | Anmerkung                    |  |
| ------------------ | ------------------------------- | ------------------------------------ | ------- | ----------------------------------- | ---------------------------- |  |
| Helga              | Köf II                          | Gmeinder                             | 1953    | Deutsche Bundesbahn 322 041-5       | zuletzt Nordferro, Emden     |  |
| 260 555-8          | V60                             | Krupp                                | 1960    | Deutsche Bundesbahn 360 555-7       | zuletzt Mittelweserbahn V662 |  |
| V60 062 „Dornum“   | V60                             | La Brugeoise et Nivelles, Brügge (B) | 1963    | Belgische Staatsbahn NMBS/SNCB 8062 |                              |  |
| MKO 21 / 22 / 23   | DRG Ci 84024 (21)/84908 (22/23) | unbekannt                            | 1928    | Deutsche Reichsbahn-Gesellschaft    |                              |  |
| „Karlsruhe 47 103“ | G 10                            | unbekannt                            | 1922    | Deutsche Reichsbahn-Gesellschaft    |                              |  |
| „Dresden 80001“    | Glr                             | Linke-Hofmann-Busch                  | 1927    | Deutsche Reichsbahn-Gesellschaft    |                              |  |
| Rottenkraftwagen   | Klv 53                          | Robel & Co.                          | 1975    | Deutsche Bundesbahn                 |                              |  |